# 関ケ原戦国甲冑館
関ケ原戦国甲冑館（せきがはらせんごくかっちゅうかん）とは、岐阜県不破郡関ケ原町にある私設の博物館である。

## 概要
奈良県で甲冑の保存、修復するための活動をしていた甲冑収集家の佐吉が、一家で関ケ原町に移住。築52年の木造二階建ての中古住宅を改修し、2022年（令和4年）10月にプレオープン。当初は土・日・祝日の開館で、平日は完全予約制であったが、改装を行い、飲食施設のお食事処"兵糧"を併設、2023年（令和5年）3月に正式に開館。
戦国時代から江戸時代の甲冑、陣笠、兜、挟箱、武具などを展示。本歌甲冑としては約50領所蔵し岐阜県最大級の展示数を誇る。

## 利用案内
- 住所：岐阜県不破郡関ケ原町関ケ原950-2
- 開館時間：10:30 - 17:00
- 休館日：月曜日（祝日の場合は翌日）
- 入館料：大人800円　子供（小学生以上）200円　幼児　無料
- 駐車場：なし[4]

## 交通アクセス

### 公共交通機関
- JR東海道本線 関ケ原駅下車、徒歩で約10分。

## 周辺施設
- 関ケ原町役場
- 関ケ原ふれあいセンター
- 岐阜関ケ原古戦場記念館
- 陣場野公園（関ヶ原の戦い徳川家康最後陣地跡）
- 関ケ原町歴史民俗学習館
- 陣屋関ヶ原宇喜多の陣(戦国体感宿泊施設)
- お食事処兵糧